# Росіо Бонілла
Росіо Бонілла — іспанська письменниця та ілюстраторка.  
Найвідомішу книгу письменниці   — "Якого кольору поцілунок?" перекладено на 14 мов світу.

## Життя і творчість
Росіо народилася у Барселоні в 1970 році. Отримала бакалавра з бізнес адміністрування (BBA) та степінь CAP у педагогіці в університеті Барселони. 
Пройшла курси ілюстрації у відомих ілюстраторів Ignasi Blanch та Roger Olmos.
Різні захоплення творчістю  — малювання, фотографія та реклама спонукали Росіо на появу перших дитячих альбомів з ілюстраціями у 2010 році. Вже потім, материнство стало ключовим фактором в її кар'єрі і вона почала писати книги для дітей та ілюструвати їх. Вона стала одним з авторів бестселерів каталонською мовою у 2018 році.
Видані книги письменниціː
- The Highest Mountain of Books in the World (2016)[5]

- What Color Is a Kiss? (2015)[6]

- The odd bird (2014)[7]

- Els fantasmes no toquen a la porta (2016)[8]

- Max y los superhéroes (2016)[9]

## Переклади українською
У 2017 році арт-видавництво "Nebo BookLab Publishing" презентувало книгу "Якого кольору поцілунок?" двома мовами — українською та російською. Ілюстрації і текст книги повністю зроблені Росіо Бонілла, переклала книгу І. Брайко.
Анотація книгиː
Мінімоні може намалювати стільки всього своїми фарбами: червоні сонечка, блакитні небеса, жовті банани… Але жодного разу вона ще не малювала поцілунок. 
Якого він кольору? Червоний, як смачний томатний соус? Ні, бо червоний - це ще й колір обличчя, коли ти розлючений…
Можливо, поцілунок зелений, як крокодили? Вони такі милі...Точно ні! Адже зелений – це колір овочів, які так не любить їсти Мінімоні!
То як же вирішити, якого кольору поцілунок?